# Ari Ólafsson
Ari Ólafsson (Reykjavík, 21 maggio 1998) è un cantante islandese.
Ha rappresentato l'Islanda all'Eurovision Song Contest 2018 con il brano Our Choice, non riuscendo a qualificarsi per la serata finale.

## Biografia
Si fa conoscere al grande pubblico nel 2015, partecipando alla versione islandese del programma The Voice, dove è stato eliminato nelle fasi battle.
Nel febbraio 2018 Ólafsson ha preso parte al Söngvakeppnin 2018, il processo di selezione nazionale per l'Eurovision Song Contest con il brano Heim. Dopo aver superato le semifinali ha avuto accesso alla finale, ove ha presentato la versione inglese del brano Our Choice, nella quale è stato proclamato vincitore del programma arrivando primo nel televoto. Questo gli concede il diritto di rappresentare l'Islanda all'Eurovision Song Contest 2018, a Lisbona.
L'artista si è esibito nella prima semifinale della manifestazione, mancando la qualificazione alla finale, classificandosi diciannovesimo con 15 punti.

## Discografia

### Singoli
- 2018 – Heim
- 2018 – Our Choice
- 2019 – Too Good